# …de Raíz Luna
...de Raíz Luna es un programa de televisión del canal 22 de México, conducido por el poeta indígena Mardonio Carballo que retrata las vivencias, las culturas, las dinámicas políticas y sociales de los pueblos indígenas de México.
Salió al aire por primera vez en 2008 y cada capítulo está dedicado a una etnia en especial, su lengua, su cosmogonía, sus rituales y tradiciones y los problemas que enfrentan las comunidades autóctonas.
Este programa logró el Premio Nacional de Periodismo en 2009 y su séptima temporada se estrenó el 19 de julio de 2012.